# Туркменский государственный архитектурно-строительный институт
Туркменский государственный архитектурно-строительный институт (ТГАСИ, неофициальное название — Политех;туркм. Türkmen Döwlet Binagärlik Gurluşyk Instituty) — высшее учебное заведение Туркменистана, правопреемник упразднённого Туркменского политехнического института. Институт разместился на базе бывшего политехнического института. Институт включает в себя 7 базовых факультетов.

## История
Туркменский политехнический институт до 1963 года входил в состав Туркменского государственного университета в виде технического факультета. С 1 сентября 1963 года институт начал своё функционирование в качестве самостоятельного высшего учебного заведения. Институт был временно (не менее 7-ми лет) размещен в комплексе 4-х зданий на перекрестке улиц Мопра и Островского.
Ректором Туркменского политехнического института был назначен бывший декан физико-математического факультета Туркменского государственного университета профессор Ахундов Ахмед Мамедович. Деканом механико-технологического факультета был назначен Халнепесов Меред Непесович. Кафедра высшей математики состояла из выпускников физико-математического факультета Туркменского государственного университета, в основном, высококвалифицированных преподавателей-мужчин туркменской национальности. Начертательную геометрию преподавал замечательный математик Аннабердыев Эеберды Аннабердыевич. Кафедра химии включала в свой состав, в основном, высококвалифицированных преподавателей-женщин не туркменской национальности, одной из них была Коваленко Тамара Михайловна.
Начиная с 1 сентября 1963 года, основным условием обучения на дневном отделении Туркменского политехнического института было условие направления студентов на 1,5 года на производственную практику на заводы (Челекенский йодобромный завод, Чарджоуский суперфосфатный завод, Марыйский завод азотных удобрений, КараБогазГолсульфат), с зачислением на рабочие места после шестимесячного обучения в качестве учеников. Данные действия органов власти, ответственных за образование, были необходимы в связи с многочисленными переводами студентов технических специальностей за 1-2 года до окончания в другие ВУЗы, не требующие работы на производстве. Позже институт переехал во вновь выстроенное для него здание в 11-м микрорайоне.

### Настоящее время
В феврале 2011 года из-за скандала с изнасилованием и убийством студенток ТПИ от занимаемой должности был освобождён ректор университета Яз Мовламов, а также проректор вуза по учебной работе. Был уволен вице-премьер Хыдыр Сапарлыев, который курировал сферу образования, он был сразу же переведён на должность ректора ТПИ.
25 мая 2012 года Указом президента Туркменистана был упразднён Туркменский политехнический институт, на его базе создан Туркменский государственный архитектурно-строительный институт. Вузовский городок так же перешёл к «правопреемнику». В институте создано семь факультетов: архитектурно-строительный, дорожно-строительный, инженерно-механический, компьютерных технологий и автоматики, химических технологий и экологии, экономики и управления и повышения квалификации. Общее количество специальностей — двадцать пять.

## Структура

### Факультеты
- Архитектурно-строительный
- Дорожно-строительный
- Инженерно-механический
- Компьютерных технологий и автоматики
- Химических технологий и экологии
- Экономики и управления
- Повышения квалификации

## Руководители

### Ректоры
1. Мовламов Яз Артыкович (12.11.2007—11.02.2011)
2. Сапарлыев, Хыдыр Мухамметбердиевич (2011—2012)
3. Атаманов Байраммырат Яйлымович (2012—2021)[5]
4. Оразов Парахат Оразмухаммедович (2021—06.2024)
5. Маммедов Батыр Меретдурдыевич (2024-н.в)